# نیروی هوایی نهم
نیروی هوایی نهم (انگلیسی: Ninth Air Force) یا نیروی هوایی مرکزی ایالات متحده آمریکا، یک نیروی هوایی شماره‌دار در مجموعه نیروی هوایی آمریکا است، که ستاد فرماندهی آن در پایگاه نیروی هوایی شاو، کارولینای جنوبی مستقر می‌باشد. این یگان وظایف نیروی هوایی را در فرماندهی مرکزی ایالات متحده آمریکا برعهده دارد و یک فرماندهی یکپارچه رزمی در مجموعه وزارت دفاع آمریکا است که مسئول منافع امنیتی ایالات متحده در ۲۷ کشور می‌باشد و محدودهٔ فعالیت آن از شاخ آفریقا تا منطقه خلیج فارس تا آسیای مرکزی امتداد دارد.
نیروی هوایی مرکزی ایالات متحده آمریکا در ۸ آوریل ۱۹۴۲ به‌عنوان نهمین نیروی هوایی فعالیت خود را آغاز کرد و در خلال جنگ جهانی دوم در کارزار صحرای غربی در مصر و لیبی فعال بود، همچنین به‌عنوان یگان رزمی تاکتیکی نیروی هوایی ایالات متحده در اروپا، حضور داشت. نیروی هوایی نهم در طول جنگ سرد، یکی از دو نیروی هوایی شماره‌دار فرماندهی هوایی تاکتیکی بود.